# Nóti Károly
Nóti Károly (Tasnád, 1891. február 1. – Budapest, Terézváros, 1954. május 29.) magyar író, újságíró, forgatókönyvíró, kabarészerző.

## Életpályája
Nóti Géza és Lőwinger Róza fia. Gimnáziumi tanulmányait Zilahon végezte el. Kolozsvárott jogot végzett.
Vasúti tisztviselő, a kolozsvári Keleti Újság munkatársa volt 1918-tól. 1919-ben az Apollóban debütált, mint kabarészerző. 1923-tól Budapesten élt és dolgozott. 1923–1930 között a Terézkörúti Színpad írója volt. 1925–26-ban szerkesztette a Pesti est. Mozgókép otthon, revüt (Pesti Est Moziműsor Vállalat). Az 1920-as évek második felében a pesti kabaré meghatározó egyénisége lett. 1930–1933 között Berlinben élt. 1940–1941 között a Pódium Irodalmi Kabarénál dolgozott. 1947–1949 között a Pódium Kabaré dramaturgja volt.
Eredeti komikus ötletek, eleven párbeszédek, jó színpadtechnika jellemezte.műveit.

## Magánélete
Kétszer kötött házasságot. Első felesége 1919–1920-ban Rosenberger Irén volt, akivel Budapesten, a Józsefvárosban kötött házasságot. 1925. június 23-án ismét megnősült. Budapesten feleségül vette Schiller Jenő (Jónás) és Steiner Katalin lányát, Margitot.

## Művei
| - Félrelépések (1930) - A legszebb férfi az államban (1931) - A helyőrség réme (1931) - Sztárjkol a gólya (1931) - Hyppolit, a lakáj (1931) - Az özvegy menyasszony (1931) - Falusi lakodalom (Az ellopott szerda) (1933) - Minden a nőért! (1933) - Frakkban és klakkban (1935) - Köszönöm, hogy elgázolt (1935) - Az új rokon (1935) - Kismama (1935) - Három sárkány (1936) - Dunaparti randevú (1936) - Viki (1937) - Szerelemből nősültem (1937) - Hetenként egyszer láthatom (1937) - Fizessen, nagysád! (1937) - Az én lányom nem olyan (1937) - A harapós férj (1937) - Hol alszunk vasárnap? (1937) - Maga lesz a férjem (1937) - Magdát kicsapják (1938) - Beszállásolás (1938) - Erzsébet királyné (1940) - Csákó és kalap (1940) - Sok hűhó Emmyért (1940) - Behajtani tilos! (1941) - András (1941) - A beszélő köntös (1941) - Leányvásár (1941) - Ez történt Budapesten (1943) - Ördöglovas (1943) - Fehér vonat (1943) - Afrikai vőlegény (1944) - Hazugság nélkül (1945) - Budapesti tragédia (1945) - Civil a pályán (1951) - A szívek csárdása (1951) - A képzett beteg (1952) - Péntek 13 (1953) - Fel a fejjel (1954) - Nyitott ablak (1988) - Hyppolit (1999-remake) - A tisztességes asszony (1919) - Angyalok (1920) - Párbaj előtt (1920) - Az oroszlánszelídítő (1923) - Egy ablak kiadó (1923) - Piros bugyelláris (1924) - A vadállat (1926) - A delejes ember (1926) - Közgazdaság (1926) - Lélekmentők (1926) - Kötő u. 6. - Kolozsvári kép (1926) - Bújócska (1926) - Piros bugyelláris (1926) - A vekker-óra (1926) - Bertalan mint vendég (1926) - Szakértelem (1927) - Sárga-zöld-piros (1927) - Inspekció (1927) - Kontra, gyerünk! (1927) - Házasságlevél (1927) - A nyúl (1927) - A motor (1927) - A hirtelen ember (1927) - A horgászás (1927) - Szecskavágó (1927) - A pulyka (1927) - Katicabogár (1927, 1931) - A portré (1927) - A cég arája (1928) - Majd a Jegenye (1928) | - A gyáva fráter (1928) - A fekete kéz (1928) - A diéta (1928) - Évforduló (1928) - A bonviván (1928) - A nagybácsi (1928) - A jégtáblán (1928) - A pampák bikája (1928) - Az apja lánya (1929) - A lélekidomár (1929) - Éjjel a háztetőn (1929) - Körmenet (1929) - Az Emke sarkán (1929) - Hej, színművész, színművész... (1929) - Nyitott ablak (1929) - A freskó (1929) - Weekend (1929) - Az antennabetyár (1930) - A holdkóros (1930) - A jó ember nem rossz (1931) - Az aszfaltbetyár (1932) - Halló, itt a rádió (1933) - Hamis bukás (1933) - Siralomházban (1933) - Az óvatos ember (1934) - Dr. Boglya János (1935) - A néma férj (1936) - A gomba (1936) - Ó, szeress! (1936) - A holdkóros férj (1936) - Féltékenység (1936) - Új metódus (1936) - Rabindranáth Tagore (1936) - A bűvész (1936) - Szabinné elrablása (1937) - Imádom Dengelegi Boldizsárt (1937) - Cleopatra (1938) - Ruffmáriás (1938) - A bűnös (1939) - A jó partie (1939) - A helyzet a következő!... (1939) - Semlegesség (1939) - Gyűjtőfogház balladája (1940) - Szövetségesek (1940) - Monostori öreg templom (1940) - Anyja lányai (1940) - A csillár (1940) - Franklin Benjámin (1941) - Bridzseztetem a feleségem (1941) - Az első férfi (1940) - Piquet (1942) - Szarvasbika (1945) - Béke a Balatonnál (1945) - In flagranti (1945) - Olcsó panzió (1946) - Évforduló (1946) - Relativitás (1946) - Ödön (1946) - Hacsek és Sajó (1947) - Szerelem (1947) - Igazság (1948) - Óvatosság (1948) - Nevelési szisztéma (1948) - Farsang (1948) - A tigris (1948) - Vidám történet (1948) - Mit adnak az Operában? (1948) - Grafológia (1948) - Kontra gyerünk (1948) - Diplomata (1949) - Az ÜB és a férje (1949) - Csillagtúra (1949) - Egy kis szobrászat (1949) - Szürke gébics (1949) |

### Színházban
A Színházi adattárban regisztrált bemutatóinak száma (1946)-: 64.
- Hyppolit a lakáj (író, forgatókönyvíró)
- Kabaré kávéház (író)
- Szeressük egymást (író)
- Vonósnégyes (író)

### Fővárosi Operettszínház
- Kemény Egon - Nóti Károly - Földes Imre - Halász Rudolf: „Fekete liliom” (1946) Romantikus nagyoperett 3 felvonásban. Bemutató: Fővárosi Operettszínház (ma: Budapesti Operettszínház) 1946. december 20. Főszereplők: Karády Katalin, Gombaszögi Ella, Fejes Teri, Somogyi Nusi, Latabár Kálmán, Nagy István, Gozmány György, Zentay Ferenc, id. Latabár Árpád, Pártos Gusztáv, Temessy Hédi, Zsolnay Hédi, Petress Zsuzsa. Rendező: Tihanyi Vilmos. Karnagy: Endre Emil. Díszlet: Bercsényi Tibor. Karády Katalin, Fejes Teri, Gombaszögi Ella ruhái a Szitanágay-szalonban készültek. Revükoreográfia: Rudas-fivérek.

### Önálló kötetei
- Nóti Károly tréfái; Tolnai, Bp., 1930 (Tolnai regénytára sorozat)
- So ein Mädel vergisst man nicht – Yo-Yo kiasasszony. Zenés vígjáték (magyar szöveg Siklósy Iván);  Elbert és Tsa., Bp., 1933 (Filmkönyvek sorozat)
- Lepsénynél még megvolt (bohózatok); vál. és sajtó alá rend. Stella Adorján, bev. Fejér István; Táncsics, Bp., 1958
- Lepsénynél még megvolt. Bohózatok; vál. és sajtó alá rend. Stella Adorján; Ant-Ko, Bp., 2002

## Hang és kép

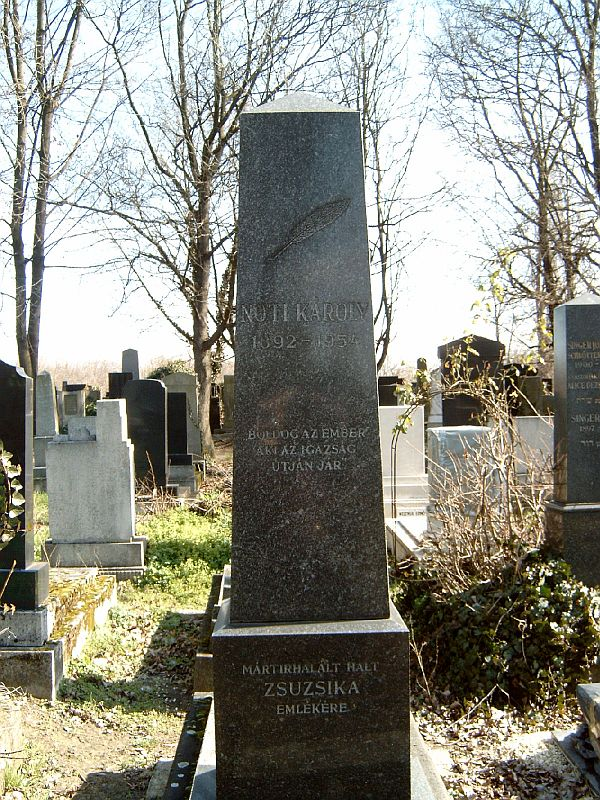
Nóti Károly sírja

- Lepsénynél még megvolt
- Hyppolit a lakáj